# Општина Амараштиј де Сус (Долж)
Амараштиј де Сус (рум. Amărăştii de Sus) општина је у Румунији у округу Долж.
Oпштина се налази на надморској висини од 119 m.